# Yaouri
Yaouri ist eine Landgemeinde im Departement Kantché in Niger.

## Geographie
Yaouri liegt am Übergang der Großlandschaft Sudan zur Sahelzone. Die Nachbargemeinden sind Matamèye im Norden, Dogo im Osten, Bandé im Südosten, Kwaya im Süden, Sassoumbroum im Südwesten und Kourni im Westen. Bei den Siedlungen im Gemeindegebiet handelt es sich um 44 Dörfer, 62 Weiler, ein Lager und fünf Wasserstellen. Der Hauptort der Landgemeinde ist das Dorf Yaouri.

## Geschichte
Die Landgemeinde Yaouri ging 2002 im Zuge einer landesweiten Verwaltungsreform aus einem Teil des Kantons Kantché hervor.

## Bevölkerung
Bei der Volkszählung 2012 hatte die Landgemeinde 50.732 Einwohner, die in 8056 Haushalten lebten. Bei der Volkszählung 2001 betrug die Einwohnerzahl 24.793 in 3852 Haushalten.
Im Hauptort lebten bei der Volkszählung 2012 1573 Einwohner in 234 Haushalten, bei der Volkszählung 2001 1056 in 164 Haushalten und bei der Volkszählung 1988 1975 in 313 Haushalten.
In Yaouri leben Angehörige der vor allem Agropastoralismus betreibenden Fulbe-Untergruppe Daourawa.

## Politik
Der Gemeinderat (conseil municipal) hat 15 gewählte Mitglieder. Mit den Kommunalwahlen 2020 sind die Sitze im Gemeinderat wie folgt verteilt: 9 PNDS-Tarayya, 3 RPP-Farilla, 2 RDR-Tchanji und 1 PJP-Génération Doubara.
Jeweils ein traditioneller Ortsvorsteher (chef traditionnel) steht an der Spitze von 38 Dörfern in der Gemeinde.

## Wirtschaft und Infrastruktur
Im Hauptort wird ein Wochenmarkt abgehalten. Der Markttag ist Mittwoch. Die Gemeinde liegt in jener schmalen Zone entlang der Grenze zu Nigeria, die von Tounouga im Westen bis Malawa im Osten reicht und in der Bewässerungsfeldwirtschaft für Cash Crops betrieben wird. Die Niederschlagsmessstation im Hauptort wurde 1981 in Betrieb genommen.
Gesundheitszentren des Typs Centre de Santé Intégré (CSI) sind im Hauptort und im Dorf Gomba vorhanden. Das Gesundheitszentrum im Hauptort verfügt über ein eigenes Labor und eine Entbindungsstation. Der CEG Yaouri ist eine allgemein bildende Schule der Sekundarstufe des Typs Collège d’Enseignement Général (CEG). Beim Centre de Formation aux Métiers de Yaouri (CFM Yaouri) handelt es sich um ein Berufsausbildungszentrum.
Durch den Hauptort verläuft die 37,4 Kilometer lange Route 714 zwischen Matamèye und Kafin Baka, die auch als Landstraße RR7-001 bezeichnet wird. Es handelt sich um eine einfache Erdstraße. Die 53,24 Kilometer lange Route 743 zwischen Gada Garin Gjadi und Gidan Moutoun Daya führt durch das Dorf Gomba. Dort zweigt die 22,02 Kilometer lange Route 747 nach Bandé ab. Beide Routen sind wenig ausgebaute Landstraßen.